# Goldsmith (Teksas)
Goldsmith je grad u američkoj saveznoj državi Teksas. Prema popisu stanovništva iz 2010. u njemu je živjelo 257 stanovnika.